# 李灵 (北魏)
李灵（？—？），字虎符，赵郡柏人县（今河北省邢台市隆尧县）人，出自赵郡李氏东祖，北魏官员。

## 生平
李灵是北魏高平公李顺的堂兄，父亲李勰字小同，恬适安静喜好学习，在赵魏地区名声很大。魏道武帝拓跋珪平定中原时，听说李勰已经去世，为他哀怜，赠予李勰宣威将军、兰陵郡太守。神䴥四年九月壬申（431年11月15日），魏太武帝拓跋焘发布征士令征召天下才能卓越的人，李灵受到征召后出任中书博士，转任侍郎，跟随魏太武帝攻到长江北岸，出任淮阳郡太守。李灵因为学识优秀待人温和处事谨慎，被选中为魏文成帝拓跋濬教授经书，后来加号建威将军、中散、内博士，获赐爵高邑子。魏文成帝登基后，李灵出任平南将军、洛州刺史，虚岁六十三时去世。魏文成帝追念哀悼他，赠予散骑常侍、平东将军、定州刺史，钜鹿公，谥号简。

## 家庭

### 兄弟
- 李均，北魏赵郡太守

### 子女
- 李恢，北魏散骑常侍、安西将军、长安镇副将、钜鹿贞公
- 李综，北魏代理河间郡太守